# عطا أحمد الزير
ولد عطا أحمد الزير في مدينة الخليل بفلسطين عام 1895. عمل  في عدة مهن يدوية واشتغل في الزراعة وعرف عنه منذ الصغر جرأته وقوته الجسدية.
كانت له مشاركة فعالة في مدينته بالمقاومة وخاصة في ثورة البراق سنة 1929 وكان فاعلا في مقاومة سلطات الانتداب البريطاني ، فأقرت حكومة الانتداب حكم الإعدام عليه مع كل من: فؤاد حسن حجازي ومحمد خليل جمجوم.
أعدمته سلطات الانتداب البريطاني على فلسطين في يوم 17 يونيو 1930 في سجن القلعة بمدينة عكا على الرغم من الاستنكارات والاحتجاجات العربية، وكان عطا الزير أكبر المحكومين الثلاثة سنا. قدم الشاعر الشعبي نوح إبراهيم مع الفرقة الشعبية فرقة العاشقين مرثية للمحكومين الثلاثة ما زالت مشهورة لدى الفلسطينيين.

## رسالة
سمح له أن يكتب لأهله رسالة في اليوم السابق لموعد الأعدام وقد جاء في رسالته التي كتبها لوالدته باللهجة الفلاحية:
| عطا أحمد الزير | ارقصي يمّا لو خبر موتي أجاك ارقصي لا تحزني يوم انشنق شو ما العدو يعمل روحي أنا يما عن هالوطن ما بتفترق، بكره بعود البطل ويضل في حداكِ حامل معو روحه ليقاتل عداكِ، لا تزعلي لو تندهي وينو عطا، كل الشباب تردْ فتيان مثل الورد كلهم حماس وجدْ، لما بنادي الوطن بيجو ومالهم عدْ، وفري دموع الحزن يما لا تلبسي الأسود، يوم العدا بأرض الوطن يوم أسود، هدي شباب الوطن بتثور كلهم عطا كلهم فؤاد ومحمد، والشمس لما تهل لازم يزول الليل يا معود، فوق القبر يما ازرعي الزيتون حتى العنب يما والتين والليمون طعمي شباب الحي لا تحرمي الجوعان، هدي وصية شاب جرب الحرمان، اسمي عطا وأهل العطا كثار، والجود لأرض الوطن واجب على الثوار، جبال الوطن بتئن ولرجالها بتحن حتى كروم العنب مشتاقة للثوار، سلمي على الجيران سلمي على الحارةْ، حمدان وعبد الحي وبنت العبد سارةْ، راجع أنا يما وحامل بشارَةْ، عمر الوطن يما ما بينسى ثوارَهْ، لما بطول الليل وبتزيد أسرارُه، وجرح الوطن بمتد وبتفيض أنهارُه، راجع بطلة فجر حامل معي انوارُه، حتى نضوي الوطن ويعودوا أحرارُه. | عطا أحمد الزير |